# William A. Peffer
William Alfred Peffer, född 10 september 1831 i Cumberland County, Pennsylvania, död 6 oktober 1912 i Grenola, Kansas, var en amerikansk politiker. Han representerade delstaten Kansas i USA:s senat 1891–1897.
Peffer deltog i amerikanska inbördeskriget i nordstatsarmén. Han inledde 1865 sin karriär som advokat i Tennessee. Han flyttade 1870 till Kansas. Han var republikansk ledamot av delstatens senat 1874–1876 och elektor för James Garfield i presidentvalet i USA 1880.
Populistpartiet åtnjöt stora framgångar i Kansas under 1890-talet. Peffer var en av partiets främsta företrädare. Han efterträdde 1891 republikanen John James Ingalls i USA:s senat, vilket innebar det första mandatet för populisterna i senaten. Peffer ställde upp för omval efter en mandatperiod i senaten men populisterna i Kansas nominerade William A. Harris i stället. Harris vann senatsvalet och efterträdde Peffer som senator i mars 1897. Det var den enda gången som en företrädare för Populistpartiet efterträdde sin partikamrat som ledamot av USA:s senat.
Peffer kandiderade sedan utan framgång för Prohibition Party i guvernörsvalet i Kansas 1898. Peffer avled 1912 och gravsattes på Topeka Cemetery i Topeka.